# Mieczysław Łopuski

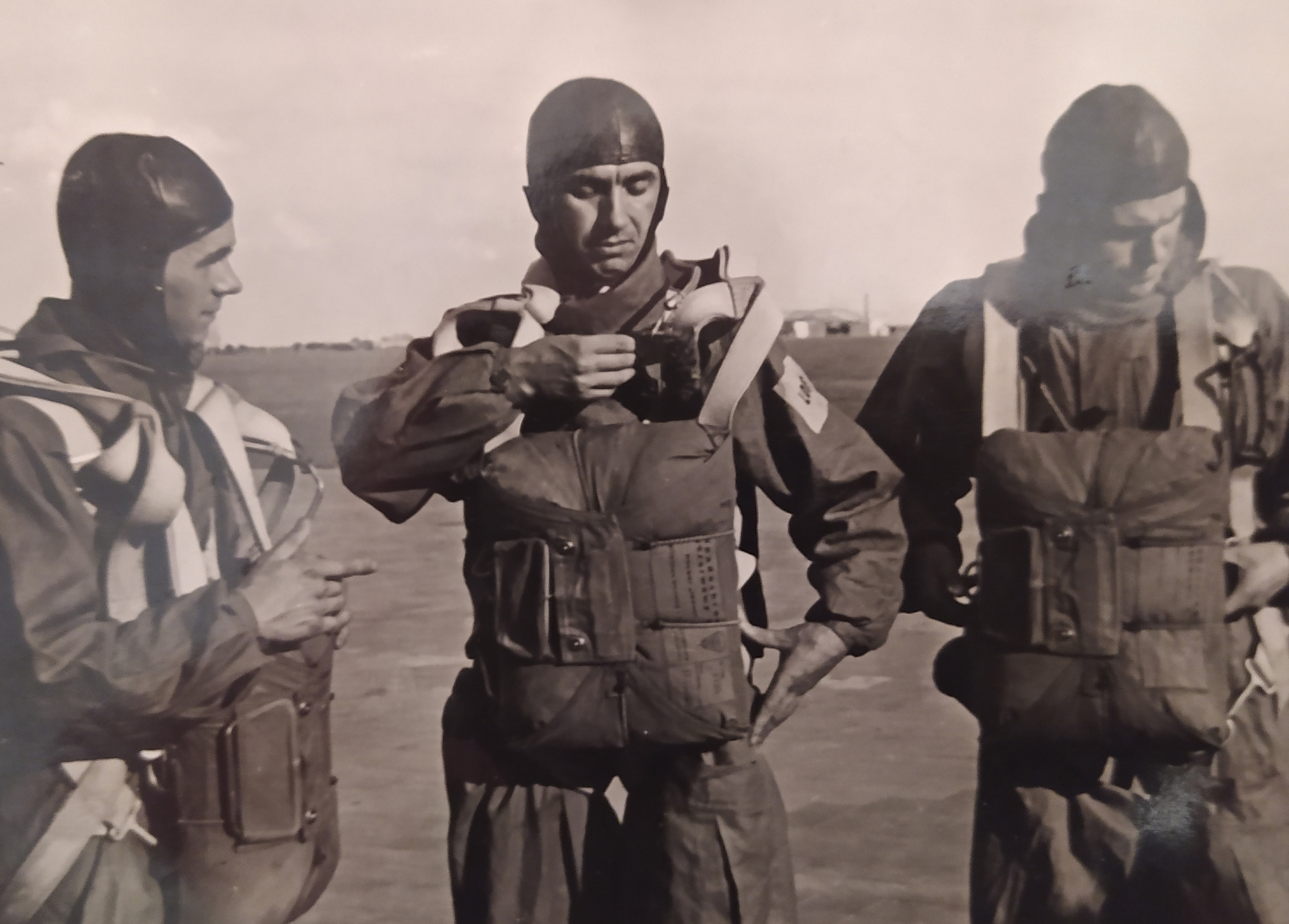
Kurs spadochronowy, w środku stoi Mieczysław Łopuski.

Mieczysław Wincenty Łopuski (ur. 19 stycznia 1908 w Tartakowie, zm. 29 czerwca 1982 w Warszawie) – porucznik Armii Krajowej, powstaniec warszawski, konstruktor powstańczego granatnika.

## Życiorys
Urodził się jako syn Ignacego i Franciszki. Miał pięć sióstr: Stanisławę, Wandę, Paulinę, Anielę i Bronisławę. Przed wojną ukończył Technikum Lotnicze (w 1936 roku), przeszedł również przeszkolenie spadochroniarskie. 
Po wybuchu powstania warszawskiego zgłosił się 6 sierpnia 1944 r. do powstańczej wytwórni uzbrojenia mieszczącej się przy ulicy Hożej 51 i zaoferował zbudowanie w krótkim czasie granatnika. Wytwórnia ta działała w ramach VII Obwodu AK „Obroża”. Dowódca wytwórni - ówczesny porucznik Michał Bucza ps. „Mechanik” - wyraził na to zgodę. Do 10 sierpnia Mieczysław Łopuski przygotował prototyp charakteryzujący się prostotą konstrukcji, w którym lufa sporządzona został z uciętej rury wodociągowej. Po przeprowadzonych próbach, w dniu 17 sierpnia w obecności przedstawicieli komendy Okręgu AK Warszawa odbyło się końcowe sprawdzenie granatnika, po którym wprowadzono go do seryjnej warsztatowej produkcji. Pod koniec sierpnia 1944 r. podczas próby stworzenia granatu zapalającego do granatnika doszło do nieszczęśliwego wypadku, w wyniku którego Mieczysławowi Łopuskiemu amputowano rękę (do łokcia). W trakcie powstania wyprodukowano około 25 sztuk granatnika.
W czasie powstania warszawskiego pod pseudonimem „Konstruktor” przydzielony był w randze porucznika do batalionu „Zaremba-Piorun”, w którym należał do grupy sapersko-technicznej dowodzonej przez kpt. Michała Bucza ps. „Mechanik” . Do 15 września 1944 roku kierował rusznikarnią, a zastąpił go na tym stanowisku por. inż. Eugeniusz Żochowski ps. „Eugeniusz”. Po upadku powstania wyszedł z miasta wraz z ludnością cywilną .
Po wojnie skonstruował chemiczną maszynę pralniczą i założył pralnię chemiczną „Opus” mieszczącą się przy ul. Hożej 41 w Warszawie (jego córka prowadziła ją do lat 90. XX wieku). Pracował nad urządzeniami rehabilitacyjnymi - skonstruował m.in. łóżko pionizujące oraz wyciągi dla osób po urazach kręgosłupa. Był właścicielem restauracji oraz klubu nocnego „Piekiełko” znajdującego się przy ul. Poznańskiej, a po ich likwidacji prowadził w tym samym budynku sklep z urządzeniami rehabilitacyjnymi. 
W 1956 roku uzyskał tytuł inżyniera mechanika nadany przez Państwową Komisję Weryfikacyjno-Egazminacyjną przy Politechnice Warszawskiej. Żonaty z Czesławą z domu Jarząbek (ur. 20 lipca 1908 r., zm. 29 czerwca 1978 r.). Z ich związku narodziły się dwie córki: Waldyna i Maria Elżbieta.
Spoczywa wraz z żoną na Starych Powązkach w Warszawie - kwatera: 167, rząd: 6, miejsce: 13.